# Деріївська сільська рада
| Деріївська сільська рада — колишній орган місцевого самоврядування у Онуфріївському районі Кіровоградської області з адміністративним центром у с. Деріївка. Сільській раді були підпорядковані населені пункти: - с. Деріївка |

## Склад ради
Рада складалася з 16 депутатів та голови.

### Керівний склад ради
| ПІБ                     | Основні відомості                                                                  | Дата обрання | Дата звільнення |
| ----------------------- | ---------------------------------------------------------------------------------- | ------------ | --------------- |
| Зайвий Василь Федорович | Сільський голова, 1956 року народження, освіта, член Соціалістичної партії України | 26.03.2006   | 31.10.2010      |
| Зайвий Василь Федорович | Сільський голова, 1956 року народження, освіта вища                                | 31.10.2010   |                 |

Примітка: таблиця складена за даними джерела

## Населення
Згідно з переписом УРСР 1989 року чисельність наявного населення сільської ради становила 1449 осіб, з яких 620 чоловіків та 829 жінок.
За переписом населення України 2001 року в сільській раді мешкала 1141 особа.

### Мова
Розподіл населення за рідною мовою за даними перепису 2001 року:
| Мова       | Відсоток |
| ---------- | -------- |
| українська | 94,83 %  |
| російська  | 4,47 %   |
| білоруська | 0,35 %   |
| молдовська | 0,18 %   |
| грецька    | 0,09 %   |